# Teatro comunale degli Arrischianti
Il Teatro Comunale degli Arrischianti è un teatro situato a Sarteano.
Alcune testimonianze archivistiche documentano già esistente alla fine del '600 un teatro presso le stanze del Palazzo Pubblico. Nel 1731 venne fondata l'Accademia degli Arrischianti che nel 1740 trasferì la propria sede dal palazzo Goti alle stanze del Palazzo Pubblico. Probabilmente in quell'occasione il primo spazio teatrale secentesco venne ristrutturato e prese le forme di un teatro all'italiana con pianta ovoidale e quarantaquattro palchi distribuiti in tre ordini.
Ricevuti in uso perpetuo i locali dal Comune nel 1875, l'Accademia procedette a un ampio intervento di ristrutturazione e ammodernamento del teatro che ha portato alla redazione finale giunta fino ai nostri giorni: in quell'occasione si rinnovò tutta la decorazione a stucchi per opera dello stuccatore Giannini. Dalla seconda metà dell'800 fino ai primi del '900 il teatro fu caratterizzato da un'intensa attività incentrata su opere liriche, spettacoli di prosa e feste. Nel 1935, come in tante strutture teatrali analoghe, l'esigenza di utilizzare il teatro come cinematografo determinò la chiusura del palco centrale del terzo ordine e la sua trasformazione in cabina di proiezione.
Anche nella nuova prevalente attività di cinematografo, il teatro fu costretto alla chiusura nel 1965 a causa soprattutto delle cattive condizioni della volta della sala, del tetto e dell'impianto elettrico.
L'amministrazione, nell'ambito di un più vasto progetto di recupero e ristrutturazione del Palazzo Comunale, ha proceduto al recupero della struttura, recependo le numerose sollecitazioni derivanti da un vivo interesse della popolazione per il teatro e la musica: nel 1986 infatti un gruppo di giovani aveva dato vita a una "Nuova Accademia degli Arrischianti" e utilizzando lo spazio dell'antica pieve romanica di Santa Vittoria ha rinverdito un'intensa attività teatrale.
In questo contesto di nuova domanda culturale, sono partiti i lavori di ristrutturazione e consolidamento e di adeguamento tecnico-funzionale: progettati e diretti dagli architetti Federico Franci e Giancarlo Massi, i lavori iniziano finalmente nel 1985 e, dopo varie interruzioni dovute alle problematiche del finanziamento e dell'esecuzione dei vari lotti, alcuni dei quali realizzati nell'ambito dei finanziamenti del Progetto Regionale FIO, nel 2000 hanno restituito il teatro alla sua agibilità.
Così è tornato attivo uno dei più antichi e caratteristici teatri toscani e sotto la direzione artistica di Andrea Buscemi si è approntato un cartellone di tutto rispetto con allestimenti che hanno portato sul palcoscenico di Sarteano artisti di grande fama come Flavio Bucci, Lucia Poli, Mita Medici, Antonio Salines, e compagnie quali Pupi e Fresedde, l'Accademia nazionale d'arte drammatica "Silvio D'Amico" e la Compagnia Teatro Politecnico.